# Kubus, Antarktis
Kubus är ett berg i Antarktis. Det ligger i Östantarktis. Norge gör anspråk på området. Toppen på Kubus är 2 985 meter över havet.
Terrängen runt Kubus är varierad. Kubus är den högsta punkten i trakten. Trakten är obefolkad. Det finns inga samhällen i närheten. 